# Ősz Sándor Előd
Ősz Sándor Előd (Gyergyószentmiklós, 1982. május 31. –) lelkipásztor, levéltáros, egyetemi adjunktus.

## Pályafutása
Tanulmányait a gyergyószentmiklósi Fogarassy Mihály Általános Iskolában (1988–1996), majd a Salamon Ernő Elméleti Líceumban (1996–2000) végezte. Ez utóbbiban érettségizett 2000-ben.
2000-től 2005-ig a Kolozsvári Protestáns Teológiai Intézet hallgatója. 2005-től 2007-ig a Kolozsvár-Alsóvárosi Református Egyházközség segédlelkipásztora. 2006-ban a Babeș–Bolyai Tudományegyetem Református Tanárképző Karán magiszteri címet szerez. 2007-től az Erdélyi Református Egyházkerületi Levéltár munkatársa. 2008 szeptemberétől a Babeș–Bolyai Tudományegyetem Református Tanárképző Karának doktorandusza. Fokozatot 2017 szeptemberében szerez a Vizitáció intézménye az Erdélyi Református Egyházban című dolgozatával. 2010 és 2014 között a Kolozsvári Református Kollégium, 2020-2022 között a Kolozsvári Protestáns Teológiai Intézet óraadó tanára. 2022-től a Kolozsvári Protestáns Teológiai Intézet adjunktusa.

## Díjai, elismerései
- Mikó-díj (2015) (Erdélyi Múzeum-Egyesület)
- Károli Gáspár-díj (2016) (Emberi Erőforrások Minisztériuma)
- Az Év Levéltári Kiadványa-díj (2017) (Buzogány Dezsővel, Dáné Veronkával, Kolumbán Vilmos Józseffel és Sipos Gáborral) (Magyar Levéltárosok Egyesülete)

## Művei

### Kötetek
- A hunyand-zarándi református egyházközségek történeti katasztere 1686-1807 I. Algyógy-Haró (Buzogány Dezsővel) Kolozsvár 2003. 504.
- A hunyand-zarándi református egyházközségek történeti katasztere 1686-1807 II. Hátszeg-Marosillye (Buzogány Dezsővel) Kolozsvár 2005. 648.
- A hunyand-zarándi református egyházközségek történeti katasztere 1686-1807 III. Marosnémeti-Zeykfalva (Buzogány Dezsővel) Kolozsvár 2007. 784.
- A Szászvárosi Református Kollégium diáksága 1669-1848. Kolozsvár, 2006.
- A történelmi Küküllői Református Egyházmegye egyházközségeinek történeti katasztere 1648–1800. I. Ádámos –Dányán. Kolozsvár 2009. 678. (Buzogány Dezsővel és Tóth Leventével)
- A Küküllői Református Egyházmegye Parciális Zsinatainak végzései I. 1638–1720. Kolozsvár 2008. 360. (Buzogány Dezsővel és Tóth Leventével)
- A történelmi Küküllői Református Egyházmegye egyházközségeinek történeti katasztere 1648–1800. II. Désfalva–Kóródszentmárton. Kolozsvár 2009. 748. (Buzogány Dezsővel és Tóth Leventével)
- A történelmi Küküllői Református Egyházmegye egyházközségeinek történeti katasztere 1648–1800. III. Kutyfalva–Marosbogát. Kolozsvár 2009. 854. (Buzogány Dezsővel, Kovács Mária Mártával és Tóth Leventével)
- A történelmi Küküllői Református Egyházmegye egyházközségeinek történeti katasztere 1648–1800. IV. Maroscsapó–Vámosgálfalva. Kolozsvár 2012. 955. (Buzogány Dezsővel, Kovács Mária Mártával és Tóth Leventével)
- A Görgényi Református Egyházmegye történeti névtára a kezdetektől 1848-ig. Bp. 2013. 200.
- Bibliotheca Calviniana Transylvanica. Kora újkori Kálvin kiadások Erdélyben. Frühneuzeitliche Calvin-Ausgaben in Siebenbürgen. Kolozsvár 2014. 502.
- Erdélyi református zsinatok iratai I. 1591–1714. Kolozsvár 2016. 536. (Buzogány Dezsővel, Dáné Veronkával, Kolumbán Vilmos Józseffel és Sipos Gáborral)
- Erdélyi református zsinatok iratai II. 1715–1770. Kolozsvár 2016. 534. (Buzogány Dezsővel, Dáné Veronkával, Kolumbán Vilmos Józseffel és Sipos Gáborral)

### Tanulmányok
- A Gyergyószentmiklósi Református Egyházközség rövid története. In: Gyergyószentmiklós monográfiája. Szerk. Garda Dezső. Státus könyvkiadó. Csíkszereda. 2001. 189–192.
- Éneklő pulpitusok a Hunyad–Zarándi egyházmegyében. In: Református Szemle. XCVI. évf. Kolozsvár. 2003. 6. sz. 857–865., In: Magyar Egyházzene. XCVI. évf. Budapest 2004-2005. 1. sz. 21–30.
- Tordai Sándor András, Erdély harmadik református püspöke. In: Református Szemle. XCVII. évf. Kolozsvár 2004. 3. sz. 234–245.
- Beszámolók egy érdekes templomfoglalásról. Református Szemle. XCIX. évf. Kolozsvár 2006. 3. sz. 307–323.
- Herepei István (1715–1780) és a Herepei lelkész-dinasztia indulása. Református Szemle. XCIX. évf. Kolozsvár 2006. 6. sz. 736–755.
- Mócvidéki reformátusok. Református mócok?. Református Szemle. C. évf. Kolozsvár 2007. 4. sz. 881–897.
- Éneklőpulpitusok az erdélyi református gyülekezetekben. Magyar Egyházzene, Budapest XV. évf. 2007/2008. 3. sz. 287–334.
- Éneklőpulpitusok az erdélyi református gyülekezetekben. Református Szemle, CI. évf. Kolozsvár 2008. 4. sz. 411–420.
- Éneklőpulpitusokra vonatkozó levéltári források. Református Szemle, CI. évf. Kolozsvár 2008. 4. sz. 421–460.
- Auswirkungen des helvetischen Bekenntnisses auf die Rumänen im siebenbürgischen Komitat Hunyad-Zaránd in der Frühen Neuzeit. In: Márta Fata – Anton Schindling (Hrsg.): Calvin und Reformiertentum in Ungarn und Siebenbürgen. Helvetisches Bekenntnis, Ethnie und Politik vom 16. Jahrhundert bis 1918. (= Reformationsgeschichtliche Studien und Texte Band 155). Münster (Aschendorff Verlag) 2009. 111–138.
- Kálvinizmus a periférián. In: Fazakas Sándor szerk.: Kálvin időszerűsége. Tanulmányok Kálvin János teológiájának maradandó értékéről és magyarországi hatásáról. Kálvin Kiadó Bp. 2009. 265–290.
- Szenci Molnár Albert és Szenci Molnár János Kálvin-kötetei, Kálvin levelei. Új adatok a zsoltárfordító és fia biográfiájához. In: Református Szemle, Kolozsvár 2009. 6. sz. 747–756.
- A Szászvárosi Református Kollégium története és diáktársadalma a beiratkozási anyakönyvek tükrében (1669–1848). In: Lukács Olga–Dienes Dénes szerk.: A református oktatás a Kárpát-medencében 1690–1918 között. Egyetemi Műhely Kiadó Kolozsvár 2009. 29–56.
- Szenci Molnár Albert, Kálvin örökségének magyar ápolója. In: Szávay László, Csűrös András Jakab, Faragó Dávid szerk.: Fiatal Kutatók és Doktoranduszok I. Nemzetközi Teológuskonferenciája. Bp. 2010. 109–118.
- Kálvin-kötetek a régi erdélyi könyvtárakban. In: Gáborjáni Szabó Botond szerk.: Tanulmányok Kálvinról és magyarországi jelenlétéről. Tiszántúli Református Egyházkerület Nagykönyvtára Debrecen 2011. 149–188.
- Kálvin Újszövetséghez írott kommentárjainak elterjedtsége a koraújkori Erdélyben. In: Studia Doctorum Theologiae Protestantis. 2011. 1. sz. 357–368.
- Ismeretlen lelkészi könyvtár a 17. század végéről. In: Református Szemle. Kolozsvár 2011. 6. sz. 659–684.
- Pataki István (1650 k. – 1705 k.) a „Haldokló Erdély” lelkésztársadalmának reprezentatív alakja. In: Szávay László szerk.: Vidimus enim stellam eius… Károli Gáspár Református Egyetem – L’Harmattan Kiadó Budapest 2011. 312–322.
- Szőlősi Bede János Institúciói. A sárospataki könyvtár egyik korai gyarapítója. In: Sárospataki Füzetek. Sárospatak 2012. 1. sz. 59–69.
- Hol tanult és mikor halt meg Szenci Molnár János? Könyvtörténeti adatok Szenci Molnár Albert legidősebb fiának életéhez. In: Magyar Könyvszemle. Bp. 2012. 2. sz. 268–275.
- Kik olvasták a kora újkori Erdélyben Kálvin János főművét? In: Dáné Veronka–Oborni Teréz–Sipos Gábor szerk.: „...éltünk mi sokáig két hazában...” Tanulmányok a 90 éves Kiss András tiszteletére. Debrecen 2012. 275–300.
- A Görgényi Református Egyházmegye egyházi társadalma a korai újkorban. In: Egyed Emese–Pakó László–Weisz Attila szerk.: Certamen I. Előadások a Magyar Tudomány Napján az Erdélyi Múzeum–Egyesület I. szakosztályában. Erdélyi Múzeum-Egyesület Kolozsvár 2013. 289–305.
- Szegedi Gergely könyvtárának néhány darabjáról. In: Gáborjáni Szabó Botond–Oláh Róbert szerk.: "Kezembe vészem, olvasom és arról elmélkedem": Emlékkönyv Fekete Csaba születésének 75. és könyvtárosi működésének 50. évfordulójára. Debrecen 2015. 178–188.
- In den Niederlanden akquirierte Calvin-Ausgaben aus siebenbürgischen Sammlungen. In: Margriet Gosker, István Monok: Peregrinus sum. Studies in History of Hungarian–Dutch Cultural Relations in Honour of Ferenc Postma on the Occasion of his 70th Birthday. Budapest–Amsterdam 2015. 85–92.
- Adatok a Genfi Káté 1695-ben kiadott magyar fordításához. In: Gér András László–Jenei Péter–Zila Gábor szerk.: „Hiszek, hogy megértsem” Doktoranduszok Országos Szövetsége Hittudományi Osztály. Fiatal Kutatók es Doktoranduszok IV. Nemzetközi Teológuskonferenciája. Budapest, 2013. november 30. Károli Gáspár Református Egyetem – L’Harmattan Kiadó Budapest 2015.
- A Kálvinnak levelet író magyarról: Új adatok Krasznai Ferenc életéhez. In: Baráth Béla Levente szerk.: Hittel és humorral: Tanulmánykötet a 60 éves Hörcsik Richárd születésnapjára. Debrecen, Debreceni Református Hittudományi Egyetem, 2015. 83–90.
- Tordai Sándor András erdélyi református püspök két könyvéről. In: Bitskey István–Fazakas Gergely Tamás–Luffy Katalin–Száraz Orsolya szerk.: In via eruditionis. Tanulmányok a 70 éves Imre Mihály tiszteletére. Debreceni Egyetemi Kiadó, 2016 315–324.
- A Vizsolyi Biblia eddig ismeretlen példánya a Kolozsvári Protestáns Teológiai Intézet könyvtárában. In: Nyerges Judit–Verók Attila–Zvara Edina szerk.: MONOKgraphia: Tanulmányok Monok István 60. születésnapjára. Bp. Kossuth Kiadó 2016. 533–540.

## További információ
- Sipos Gábor és Ősz Sándor Előd levéltárosok a Román Nemzeti Múzeumtól visszakapott dokumentumokkal (fotó: Bone Ewald) Archiválva 2016. március 4-i dátummal a Wayback Machine-ben